# Пилин
Пилин се односи на класу влакнастих протеина који се налазе у пилусним структурама код бактерија. Ове структуре могу се користити за размену генетског материјала или као механизам ћелијске адхезије. Иако немају све бактерије пилусе или фимбрије, бактеријски патогени често користе своје фимбрије да би се причврстили за ћелије домаћина. Код грам-негативних бактерија, где су пилуси чешћи, појединачни молекули пилини су повезани нековалентним протеин-протеин интеракцијама, док грам-позитивне бактерије често имају полимеризовани LPXTG пилин.

## Опис молекула пилина

### Општа структура пилина
Пилин је протеин који се код Escherichia coli , са молекулском тежином од 17 kDa, састоји углавном од поларних аминокиселина које му дају хидрофобни карактер . Садржи 70 до 150 аминокиселина повезаних са остацима глукозе и фосфата . Терцијарна структура овог другог је састављена од асоцијације α хеликса и антипаралелног β листа.

### Пилин унутар пилија
Пилин се саставља са шаперонским протеинима у периплазматском простору. Овај комплекс се затим усмерава ка стопалу за сидрење пилуса где ће се спојити са другим мономерима пилина (окруженим шаперонима) формирајући тако полимер који ће делимично довести до коначне структуре пилуса. И други протеини су укључени у формирање пилуса, као што су адезин или споредни протеини. Постоји неколико врста пилина који одговарају различитим врстама пили, при чему ови други имају различите улоге.
- Пилин типа I: FimA

За пилус типа I, пилин се назива FimA. Потоњи је кодиран геном fimA, који се налази на оперону (Fim оперон) који обухвата fimA, fimC, fimD, fimF, fimG, fimH и fimI. Када се овај протеин комбинује са протеином шапероном Ашером, то ће створити структуру спирале. Ова врста пилуса се може наћи код Е. цоли .
- Пилин (или урли) типа II: CsgA

За пилус типа II, пилин се назива CsgA, који има спиралну структуру. Кодира га ген csgA који се налази на оперону (који групише csgA, csgB и csgC). Ова врста пилуса се може наћи код Е. цоли .
- Пилин типа III: PrgL

За пилус типа III, пилин се назива PrgL. Кодиран је геном prgL. Ова врста пилуса се може наћи код S. typhimurium .
- Пилин типа IV: PilE

За пилус типа IV, пилин се назива PilE. Кодиран је геном pilE и формира спиралу која се састоји од пет подјединица по окрету, дајући коначну структуру праве цеви. Ова врста пилуса се може наћи код Neisseria gonorrhoeae .
- Пилин Пап: ПапА

Због овог пилуса, пилин се назива PapA и повезује се на спирални начин. Кодира га ген papA у pap оперону (који такође кодира 11 гена).
- Пилин типа F (или полни пили)

Код пилуса F-типа, ген који кодира пилин налази се на оперону на F плазмиду .

## Улоге и активност
Главна улога пилина је да да облик и структуру пилију. Заиста, присуство пилина је неопходно за склапање различитих протеинских јединица пилуса, укључујући базу пилуса, пилин и адезин. Експеримент Ћи Сјанг-Муа и његовог тима показао је да мутација FimA доводи до појаве бактерија без пилуса. Ово показује да није било склапања различитих подјединица пилуса. Поред тога, индиректно има различите улоге у зависности од пилуса у којима се налази.
- Бактеријска коњугација

Пилин представља посредника између базе пилуса донорских бактерија и адезина који се налази на његовом крају, што омогућава приањање на бактерије примаоце. То доводи до формирања моста кроз који ће проћи генетске информације. Овај механизам се јавља код пилуса Ф-типа (сексуални пили).
- Секрет

Секреција је функција пилуса која омогућава пролазак ефекторских протеина из бактерије споља (ћелија домаћин, околина итд.) или директно у цитоплазму друге бактерије. . Што се тиче пилуса типа IV, пилин формира канал који, због свог хидрофобног карактера, омогућава формирање веза са молекулима и самим тим њихово ширење унутар пилуса. Овај механизам се такође јавља код пилуса типа II (формирање биофилма) и III.
- Чланство

У пилусу типа I, FimA се повезује са другим протеинским подјединицама које су FimF, FimG и FimH. Заиста, овај други, познат као адезин, омогућава везивање за ћелију домаћина. Ова појава је веома честа код болести изазваних бактеријама (инфекција уринарног тракта, колонизација дигестивног тракта). Исту улогу налазимо и за пилусе типа Пап који делују на Ешерихију коли .

## Патологија: примерNeisseria gonorrhoeae
Neisseria gonorrhoeae, патогена грам-негативна бактерија, је узрочник гонореје, такође назване капавац, сексуално преносиве инфекције гениталија.

### Симптоми
Код мушкараца, ова болест се манифестује болом при мокрењу (пецкање) и болом у епидиму, гнојним исцедком на врху пениса и сврабом уретре.
Код жена се манифестује као вагинални исцедак, дизурија (пецкање при мокрењу), крварење, бол у доњем делу стомака и тешка диспареунија (бол током сексуалног односа).

### Улога пилина у овој болести
У овој инфекцији, пилин ће играти улогу антигенског маркера. Код Neisseria gonorrhoeae овај протеин је кодиран геном који настаје комбинацијом неколико гена: активног pilE гена са тихим pilS генима. Постоје две секвенце, једна која кодира константни регион пилина (неантигена), а друга која кодира варијабилни регион (високо антигена): ово се назива преуређење специфично за пропорцију гена. Као резултат тога, изузетно је променљив. Ово ће стога модификовати антигени фактор, чинећи га невидљивим за антитела, а самим тим и за имуни систем.
Поред тога, пилин омогућава бактеријама да се вежу за епителне ћелије уринарног и гениталног тракта. Овај механизам могу блокирати IgA антитела, или Neisseria gonorrhoeae , лучењем протеаза, које цепају IgA димере.
Пилин је структурни протеин неопходан за бактеријске пилусе. Његове улоге су разноврсне и може бити и патогени фактор.